# Camp del Mill (Bertí)
El Camp del Mill és un camp de conreu del terme municipal de Sant Quirze Safaja, a la comarca del Moianès, en territori del poble de Bertí.
Es troba a la part central de Bertí, al sud-oest i a prop de Cal Magre i de Sant Pere de Bertí, en el vessant nord-est de la Serra del Magre i en el meridional del Puig Descalç, a la dreta del torrent de Bertí.